# 維拉尖角雀鯛
維拉尖角雀鯛，為鱸形目鱸亞目擬雀鯛科的其中一種，分布於中西太平洋澳洲海域，深度12-50公尺，本魚成魚體灰白色至淡黃色，頭上半部為藍色，背鰭前緣有一藍色斑點，背鰭偏藍色並向後漸變黃色。背鰭硬棘2枚、背鰭軟條25-26枚、臀鰭硬棘3枚、臀鰭軟條16枚，體長可達12公分，棲息在水淺的礁石區，生活習性不明，可做為觀賞魚。